# Miltonia kayasimae
Miltonia kayasimae là một loài thực vật có hoa trong họ Lan. Loài này được Pabst mô tả khoa học đầu tiên năm 1976.

## Hình ảnh

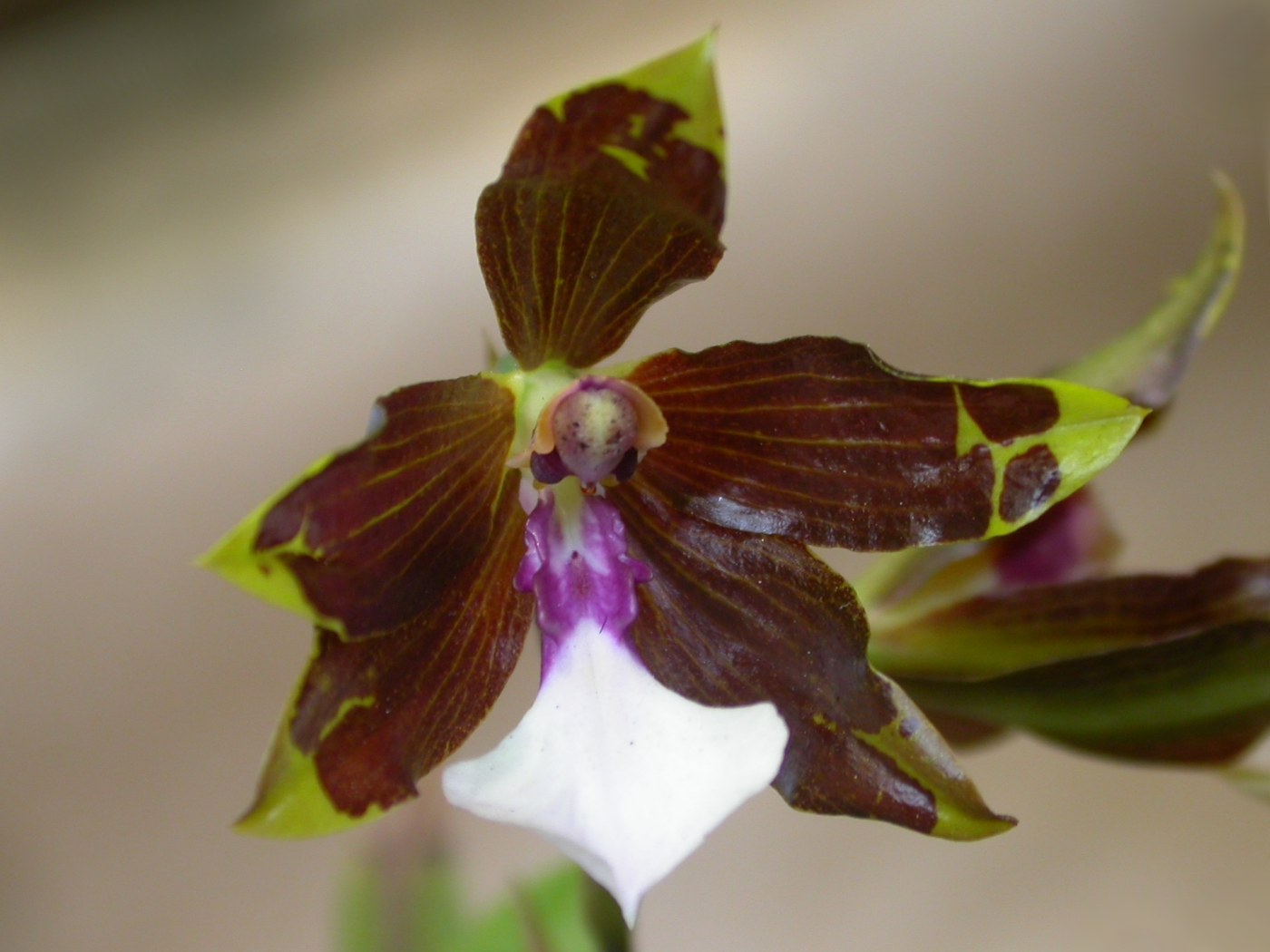